# Deutsche Zeitung (Porto Alegre)
Die Deutsche Zeitung war eine Tageszeitung in Porto Alegre von 1861 bis 1917.

## Geschichte
Seit dem 10. August 1861 erschien die Deutsche Zeitung als erste deutschsprachige Zeitung in Porto Alegre. Sie wurde von einer Aktiengesellschaft herausgegeben und erschien zunächst zweimal wöchentlich. 
Unter der Redaktion von Carl von Koseritz seit 1863 erreichte sie bald eine weitere Verbreitung im Bundesstaat Rio Grande do Sul und erschien seit 1871 täglich. Die Deutsche Zeitung vertrat vor allem die Interessen der deutschsprachigen Bevölkerung. Sie polemisierte zeitweise auch stärker gegen die Jesuiten, die daraufhin eine eigene Zeitung, das Deutsche Volksblatt, herausgaben. 
Nach einem Artikel gegen die von ihm organisierte deutsch-brasilianische Ausstellung durch den Herausgeber Wilhelm Ter Brüggen im Oktober 1881 verließ Carl von Koseritz die Zeitung und gründete seine eigene Koseritz’ Deutsche Zeitung.
Danach sank die Beliebtheit der Deutschen Zeitung stark, sodass 1883 Wilhelm Ter Brügge und die meisten anderen Aktionäre ihre Anteile verkauften. Seit etwa 1893 nahm die Akzeptanz der Zeitung unter der Leitung von Arno Philipp wieder zu. 
Am 27. Oktober 1917 erschien die letzte Ausgabe, danach wurde das Erscheinen nach dem Eintritt Brasiliens in den Ersten Weltkrieg eingestellt.

## Persönlichkeiten
Herausgeber
- Franz Lothar de la Rue, 1861–?, Präsident der Aktiengesellschaft
- Wilhelm Ter Brüggen, 1861–1883, nach einigen Jahren wichtigster Aktionär
- Friedrich Haensel, 1861–um 1883, zuletzt zweitwichtigster Aktionär
- Julius Wollmann, Richard Huch, Jakob Rech, Emil Wiedemann, 1861–?, weitere Aktionäre[3]
- Cäsar Reinhardt, 1883–, vorher schon Verleger

Leitende Redakteure
- Wilhelm Ter Brüggen, 1861–1862
- Theodor Oelckers, 1862, [4]
- Theodor Freiherr von Varnbühler (Büller), 1862–1863
- Carl von Koseritz, 1863–1881
- Hermann von Ihering, 1861–1862
- Hans von Franckenberg, 1882–1886
- Wilhelm Schweitzer, 1886–
- Arno Philipp, 1893–

Weitere Mitarbeiter
- Maximilian Beschoren
- Otto Stieher